# Le Juch
Le Juch, Ar Yeuc'h in bretone, è un comune francese di 762 abitanti situato nel dipartimento del Finistère nella regione della Bretagna.

## Società

### Evoluzione demografica
Abitanti censiti